# Blood, Sweat and Tears (Album)
Blood, Sweat and Tears ist das 15. Studioalbum des US-amerikanischen Country-Sängers Johnny Cash. Es wurde im Januar 1963 bei Columbia Records veröffentlicht und von Don Law und Frank Jones produziert. Es handelt sich um ein Konzeptalbum, das das schwere Leben von Arbeitern thematisiert.

## Inhalt der Songs
Das Album beginnt mit dem fast neun Minuten langen Stück The Legend of John Henry's Hammer, das die Geschichte des amerikanischen Folklorehelden John Henry erzählt, der bereits in frühen Jahren arbeiten muss, weil der Vater immer wieder mal im Gefängnis landet und deshalb nicht in der Lage ist, die Großfamilie zu ernähren, die im Songtext aus etwa einem Dutzend Kindern besteht. Henry verliert seine Arbeit später, als die Maschinen immer wichtiger für die Industrie werden. Er stellt sich der Herausforderung, tritt gegen die Maschinen an und gewinnt, bezahlt dafür jedoch mit seinem Leben.
Tell Him I'm Gone ist eine bluesige Nummer, die von einem Arbeiter handelt, der seinen Job kündigt und wegzieht. Mit Anita Carter singt Cash a cappella Another Man Done Gone. Das Stück erzählt die Geschichte eines Häftlings, der aus dem Gefängnis ausbricht und an einem Baum aufgehängt wird.
Casey Jones basiert auf dem realen Zugunglück von 1900, das zugleich eine Adaption eines US-amerikanischen Traditionals ist.
Nine Pound Hammer handelt von Arbeitern im Bergwerk, die davon träumen, die Arbeit einfach niederzulegen, während Chain Gang die Geschichte von aneinandergeketteten Häftlingen wiedergibt.
Der von Harlan Howard geschriebene Song Busted wurde später von Ray Charles gecovert und handelt von einem verzweifelten Farmer, der keine Aussicht auf ein besseres Leben hat. Seine Hennen legen keine Eier mehr, seine Kühe geben keine Milch und nachdem er sich dazu durchgerungen hat, seinen Bruder um Hilfe zu bitten, muss er erkennen, dass dieser in derselben Situation ist. Er hat nun Angst, aus Verzweiflung zum Verbrecher zu werden, doch er ist davon überzeugt, dass Gott ihm beistehen wird.
Waiting for a Train ist ein Song von Jimmy Rodgers und die traurige Erzählung eines Tagelöhners, der auf einen Zug aufspringt und darauf hofft, nach Hause zu gelangen; er wird jedoch vom Lokführer in Texas aus dem Zug geworfen. Den Abschluss markiert Roughneck, der von einem Mann handelt, der sich vornimmt, ein Taugenichts zu werden und nie etwas im Leben zu erreichen.

## Titelliste
1. The Legend of John Henry's Hammer (Johnny Cash, June Carter) – 9:03
2. Tell Him I'm Gone (Cash) – 3:03
3. Another Man Done Gone (Vera Hall, Alan Lomax, John Lomax, Ruby Tartt) – 2:35
4. Busted (Harlan Howard) – 2:17
5. Casey Jones (Cash) – 3:02
6. Nine Pound Hammer (Merle Travis) – 3:15
7. Chain Gang (Harlan Howard) – 2:40
8. Waiting for a Train (Jimmy Rodgers) – 2:06
9. Roughneck (Sheb Wooley) – 2:11

## Neuaufnahmen einzelner Stücke
Drei Songs des Albums nahm Cash Jahre später neu auf. Busted und The Legend of John Henry's Hammer erschienen nochmals auf Johnny Cash at Folsom Prison und Waiting for a Train wurde 1993/1994 während der Sessions zu American Recordings aufgenommen, erschien aber erst nach Cashs Tod 2003 auf Unearthed.

## Chartplatzierungen
| Jahr | Titel  | Singlecharts | Position |
| ---- | ------ | ------------ | -------- |
| 1963 | Busted | Country      | 13       |